# Pinus lumholtzii
Pinus lumholtzii là một loài thực vật hạt trần trong họ Thông. Loài này được B.L.Rob. & Fernald miêu tả khoa học đầu tiên năm 1895.